# نشانه‌های جایگزین سی
نشانه‌های جایگزین سی (به انگلیسی: C alternative tokens) اشاره به مجموعه‌ای از املاهای جایگزین برای عملگرهای رایج در زبان برنامه‌نویسی سی دارد. آنها به صورت گروهی از ماکروهای ثابت در کتابخانه استاندارد سی و در فایل سرایند iso646.h پیاده‌سازی و تعریف شده‌اند. این نشانه‌ها در سال ۱۹۹۵ در اصلاحیه‌ای به استاندارد C90 اضافه شده‌اند.
نشانه‌های جایگزین این امکان را برای برنامه‌نویسان فراهم می‌سازند تا عملگرهای بیتی و منطقی اصلی که به خاطر سپردن و تایپ کردن آنها در برخی از صفحه‌کلیدهای بین‌المللی و غیر QWERTY سخت است را به آسانی تایپ کنند و به خاطر بسپارند. نام فایل سرایندی که این نشانه‌ها در آن پیاده‌سازی شده است، اشاره به استاندارد ISO646 دارد. در این استاندارد یک مجموعه کاراکتر ۷ بیتی به همراه برخی تغییرات منطقه‌ای تعریف شده است که برخی از آنها بر کاراکترها به جای علائمی که به عنوان عملگر در زبان سی استفاده شده تاکید دارند.

## ماکروها
فایل سرایند iso646.h ماکروهای زیر را دربر دارد:
| Macro  | Defined as |
| ------ | ---------- |
| and    | &&         |
| and_eq | &=         |
| bitand | &          |
| bitor  | \|         |
| compl  | ~          |
| not    | !          |
| not_eq | !=         |
| or     | \|\|       |
| or_eq  | \|=        |
| xor    | ^          |
| xor_eq | ^=         |

## سی++
ماکروهای بالا در زبان برنامه‌نویسی سی++ ایزو تعریف شده‌اند و نیازی به درج کردن فایل سرایند در کد منبع وجود ندارد و کامپایلر سی++ به شکل بومی آنها را می‌شناسد. تنها برای هماهنگی، در استاندارد سی++ فایل سرایندی به نام <ciso646> تعریف شده است. با این حال، فایل <ciso646> تاثیری ندارد و خالی است. با این حال، در برخی از کامپایلرها همانند مایکروسافت ویژوال سی++، این فایل باید در کد منبع قرار داده شود تا این شناسه‌ها قابل استفاده باشند.